# Dunaj (powiat ostrołęcki)
Dunaj – osada leśna w Polsce położona w województwie mazowieckim, w powiecie ostrołęckim, w gminie Czarnia.
W latach 1975–1998 miejscowość położona była w województwie ostrołęckim.